# Беолько, Анджело
Анджело Беолько (итал. Angelo Beolco, сценическое имя — Рудзанте (итал. Ruzzante); 1502, Падуя, — 17 марта 1542, Падуя) — итальянский драматург и актёр.

## Биография
Анджело Беолько был внебрачным сыном богатого коммерсанта, владевшего землями в окрестностях Падуи, имевшего ученые степени доктора искусств и доктора медицины. Воспитанный в семье наравне с законными детьми, Анджело получил хорошее образование, однако прав на наследство Беолько не имел, и нужда заставила его выступать перед публикой.

### Театральная деятельность
В 18 лет Беолько организовал в Падуе любительскую труппу, которая давала представления во время карнавалов, сочинял для этой труппы, всегда на падуанском диалекте, небольшие сценки из хорошо знакомого ему падуанского деревенского быта — буффонные, комедийные и даже трагические, заканчивавшиеся убийствами. Актёры труппы Беолько выступали под постоянными именами и в неизменных костюмах, — Беолько называл их неизменными типами (tipi fissi), хотя характер роли мог меняться в зависимости от жанра. Сам Беолько создал образ весёлого и разбитного крестьянского парня из окрестностей Падуи — Рудзанте, умевшего хорошо петь и плясать. В разных пьесах Рудзанте мог быть обманутым мужем, глупым слугой или хвастливым воином, но характер его оставался постоянным, и это постоянство подчёркивалось неизменным крестьянским костюмом. История сохранила имена членов труппы Беолько: происходивший из зажиточной семьи Альваротто на сцене именовался Менато, ремесленник Кастеньола имел прозвище Билорою, ещё один член труппы, Дзанетти, звался Ведзо, под своим именем выступал пожилой венецианец Корнелио, игравший стариков.
Успех пришёл очень скоро, и Беолько нашёл богатых покровителей, прежде всего в лице венецианского патриция, щедрого мецената Альвизе Корнаро. Выступала труппа исключительно перед зрителями, принадлежавшими к патрицианскому или буржуазному сословию, и приспосабливалась к вкусам, господствовавшим в этих кругах. Подчиняясь спросу, Беолько начал писать большие пьесы в распространённом в то время жанре «учёной комедии» (commedia erudita), но, в отличие от большинства драматургов, работавших в этом жанре, плохо знакомых с законами театра и предназначавших свои сочинения скорее для чтения, Беолько писал комедии исключительно для сцены, в расчёте на определённых актёров. Поскольку актёры его труппы прошли хорошую реалистическую школу, «учёные комедии» Беолько отличались реалистическим изображением людей и быта.
Как и все театральные коллективы того времени, труппа Беолько была полупрофессиональной: она много работала во время карнавалов и значительно меньше в другие периоды; когда в деятельности труппы возникали вынужденные перерывы, составлявшие её актёры возвращались к своим прежним занятиям. И тем не менее театральная деятельность Беолько оказала значительное влияние на становление итальянского профессионального театра; его «неизменные типы» предвосхищали появление «комедии масок», но в театре Беолько отсутствовала импровизация. В Венецианской республике у Беолько нашлось немало последователей — актёров-драматургов, наибольшую известность среди них получили Антонио да Молино, по прозванию Буркиэлла, и Андреа Кальмо.

### Беолько-драматург
Известны по крайней мере некоторые комедии, написанные Беолько: «Кокетка», «Комедия без заглавия», «Флора», «Анконитанка», «Диалоги на грубом крестьянском языке», «Забавнейший и смешнейший диалог», — и ещё две, представляющие собой переделки комедий Плавта: «Корова» и «Пьована». Комедии Беолько отличались редким для того времени реализмом в изображении быта и нравов падуанских крестьян, его сатира избегала издёвки, характерной для «крестьянских фарсов» эпохи Возрождения. Вынужденный считаться со вкусами своих зрителей, Беолько тем не менее всюду, где мог, отказывался от сложившихся канонов и в прологе одной из своих комедий, загримированный под Плавта, он доказывал, что писать комедии так, как писали их Плавт и другие античные драматурги, уже нельзя: если бы Плавт был жив, он писал бы совсем по-другому.
Осуществить реформу комедии Беолько не успел и как драматург не нашёл достойного преемника, что, однако, не помешало современникам оценить достоинства его комедий; так, знаменитый литературный критик Бенедетто Варки писал, что «комедии Рудзанте из Падуи, представляющие деревенские сюжеты, превосходят древние ателланы».